# Caroline (Aminé)
Caroline è il singolo di debutto del rapper americano Aminé. È stato pubblicato il 9 marzo 2016 e diretto da Aminé stesso e Pasqué.

## Antefatti
In un'intervista con il blog musicale Genius, Aminé disse che:

## Video musicale
Il video musicale fu pubblicatò il 1 giugno 2016 attraverso il canale ufficiale Vevo di Aminé. Al 27 febbraio 2019, il video ha totalizzato più di 250 milioni di visualizzazioni su YouTube.